# 100000
100000（十万、じゅうまん、とおよろず、One hundred thousand）は、自然数また整数において、99999の次で100001の前の数である。

## 性質
- 100000は合成数であり、約数は1, 2, 4, 5, 8, 10, 16, 20, 25, 32, 40, 50, 80, 100, 125, 160, 200, 250, 400, 500, 625, 800, 1000, 1250, 2000, 2500, 3125, 4000, 5000, 6250, 10000, 12500, 20000, 25000, 50000, 100000である。
  - 約数の和は246078。
- 10番目の五乗数である。1つ前は59049、次は161051。
  - n = 5 のときの 10n の値とみたとき1つ前は10000、次は1000000。
- 1/100000 = 0.00001
  - 割合にすると0.001%、10ppm 。
- 11872番目のハーシャッド数である。1つ前は99972、次は100002。

## その他 100000 に関連すること
- 鉄腕アトム：十万馬力のパワー（仕事率）を発揮できるという設定。
- ゲーム「ポケットモンスター」：「10まんボルト」、「10まんばりき」という技が存在する。
- テレビ番組「クイズダービー」：十万点を突破すると、薬玉が割られて祝賀の帽子が配布された。
- インドの命数法では100000は、1洛叉、lakh ([læk, lɑːk]と呼ばれる。
- 100000以上1000000未満（整数部が6桁）の数については1 E5を参照。

## 100001 から 999999 までの整数

### 100001 から 149999 までの整数
- 100003 - 6桁では最小の素数
- 100043 - 6桁では最小の安全素数
- 100255 - 6桁では最小のフリードマン数（5×20051）
- 101101 - 6桁では最小の、回文数であるカーマイケル数
- 101723 - 平方数がパンデジタル数「10347568729」となる最小の素数
- 102564 - 最小の非自明な寄生数(n=4)
- 103680 - 6桁では最小の高度トーティエント数（31個目）。十二進法で 50000 となる。
- 103682 - リュカ数
- 103823 - 6桁では最小の最小ナイスフリードマン数（(-1+0+3×8×2)3=103823）
- 104729 - 10000番目の素数、ソフィー・ジェルマン素数でもある。
- 104869 - 素数ではない1桁の数{0, 1, 4, 6, 8, 9}を全て桁に含む最小の素数
- 104975 - 52×13×17×19
- 104976 - 四乗数、184 = 3242。24×38 = 24×34×34。十八進法で 10000 となる。18n の一つ前は 5832 、次は 1889568 。素因数分解形が 2i × 3j の数では、十万に最も近い。一つ前の一万に最も近い数は 10368 、次の百万に最も近い数は 995328 。
- 105664 - 6桁では最小の調和数（10個目）
- 106495 - 13番目のウッダル数（13×213-1）
- 109376 - 自己同形数 1093762=11963109376
- 109572 - 3世紀（300年）の日数
- 110880 - 6桁では最小の高度合成数（30個目）。25×32×5×7×11 = 2310 × 48 = 360 × 308。超過剰数
- 113634 - モツキン数（n=14）
- 114689 - 12番目のフェルマー数の素因数（7×214+1）
- 115975 - ベル数（B10）
- 116281 - 中心つき十角数、十八角数
- 117067 - 最小の、素ヴァンパイア数（167×701）。
- 117307 =  76-1七進数及び三百四十三進数の独自周期素数（英語版）、スーパー素数（11071番目の素数）
- 117649 - 六乗数、76 = 493 = 3432。n6 の一つ前は 46656 、次は 262144 。
- 120000 - 26×3×54。二十進法で F000 となる。
- 120284 - 6桁では最小のキース数
- 121393 - フィボナッチ数
- 129600 - 三百六十進法の100。360番目の平方数。360回転。
- 130783 - 6桁では最小の第2種レイランド素数
- 131071 - メルセンヌ数、メルセンヌ素数、スーパー素数
- 131072 - 2の累乗数、217
- 135135 - 1 × 3 × 5 × 7 × 9 × 11 × 13 = 13!!
- 139968 - 26×37。六進法で 3000000 となる。
- 142857 - 巡回数、カプレカー数、1/7=0.142857
- 146097 - 4世紀（400年）の日数

### 150000 から 199999 までの整数
- 160000 - 四乗数、204 = 4002。28×54 = 24×24×54。二十進法で 10000 となる。20nの1つ前は 8000、次は 3200000 となる。素因数分解形が 2i × 5j の数、1つ前は156250、次は163840。
- 161051 -  115
- 165033 = 163+503+333
- 166320 - 超過剰数
- 167761 - 十進法において、11の次に大きい回文リュカ数。
- 174763 - 二進数の独自周期素数、7番目のワグスタッフ素数
- 177147 - 3の累乗数、311
- 181440 - 33個目の高度トーティエント数
- 184756 - 中心二項係数
- 186624 - 28×36。六進法で 4000000 、十二進法で 90000 となる。
- 195025 - 6桁では最小のペル数（15個目）、マルコフ数（34個目）でもある。
- 196560 - 24次元での接吻数
- 196418 - j-不変量のq-展開の一次の項の係数、26番目のフィボナッチ数
- 196883 - モンスター群の忠実な複素表現の最小次数
- 198000 - 7を除く12以下の自然数全てと125の最小公倍数。

### 200000 から 299999 までの整数
- 208012 - 13番目のカタラン数である。(208012 = (2 × 12)!/13! × 12!)
- 208335 - 三角数であり四角錐数である最大の数
- 216000 - 603。六十進法で3回目の区切り符号が付く数。60nの1つ前は3600、次は12960000。
- 221760 - 高度合成数。
- 229375 - 14番目のウッダル数である。(229375 = 14 × 214−1）
- 241920 - 超高度合成数。
- 248832 - 125 、12nの1つ前は 20736、次は 2985984。
- 255255 - 奇数最小の六素合成数
- 261119 - キャロル数（4n−2n+1−1 (n = 9)）
- 262144 - 2の累乗数、218 = 49 = 86 = 643 = 5122
- 262657 - 二進数及び八進数の独自周期素数
- 263167 - 6桁で唯一のカイナー数(4n + 2n+1 −1 (n = 9))
- 271443 - リュカ数
- 274177 - 6番目のフェルマー数（18446744073709551617=274177 × 67280421310721）の素因数
- 277200 - 超過剰数
- 279936 - 67
- 280859 - 平方数が3つの数字しか含まない6桁の数(2808592 = 78881777881)
- 294001 - 最小の弱い素数である。(オンライン整数列大辞典の数列 A050249)
- 294409 - 6桁で唯一ツァイゼル数でありカーマイケル数である数である。

### 300000 から 399999 までの整数
- 317811 - フィボナッチ数
- 326981 - 交互階乗
- 331777 - 二十四進数、五百七十六進数の独自周期素数、スーパー素数
- 332640 - 超過剰数
- 333667 - ユニーク素数（英語版）
- 346201 - 二十四進数の独自周期素数
- 353792 - タンジェント数T13
- 360360 - 1から15までの全てで割り切れる最小の数。1つ前の1から12までは27720が最小の数。
- 362880 - 9!
- 370261 - 直前の素数まで100以上離れた最小の素数（素数ギャップは112）
- 371293 - 135
- 389305 - 自己記述数(n=7)
- 390625 = 八乗数、58 = 254 = 6252。十五進法では 7AB1A 、二十進法では 28GB5 となる。
- 397612 = 32+91+76+67+19+23

### 400000 から 499999 までの整数
- 409113 - 1! + 2! + 3! + 4! + 5! + 6! + 7! + 8! + 9!
- 422481 - 四乗数が、3つの4乗数の和で表される最小の数（4145604 + 2175194 + 958004 = 4224814）
- 439204 - リュカ数
- 491519 - 15番目のウッダル数（15×215-1）

### 500000 から 599999 までの整数
- 500000 - 十進法で、105×5 = 106÷2。
- 509203 - 最小のリーゼル数
- 510510 - 素数階乗 p17#
- 514229 - フィボナッチ数、フィボナッチ素数
- 523776 - 29 × (210 - 1)であり10番目の倍積完全数、3番目の3倍完全数、n = 10 のときの 2n−1(2n − 1) の値と見たとき、この形の数で 120 に次いで2番目の3倍完全数
- 523927 - 6桁では最大の第2種レイランド素数
- 524287 - メルセンヌ素数
- 524288 - 2の累乗数、219
- 531441 - 十二乗数、3の累乗数、312 = 96 = 274 = 813 = 7292。1つ前の十二乗数は4096（212）。六進法では 15220213 、九進法では 1000000 、十二進法では 217669 、十八進法では 51249 となる。
- 537824 -  145
- 548834 - 各桁の六乗数の和がそれ自身となる数、6桁で唯一のナルシシスト数
- 549945 - カプレカ数（定義2）6桁では631764とこの2つだけである
- 554400 - 超過剰数
- 595968 = 45+49+45+49+46+48
- 599479 - 二進数の独自周期素数

### 600000 から 699999 までの整数
- 604800 - 一週間の秒数(60×60×24×7）
- 617716 - 1111番目の三角数。三角数かつ回文数である14個目の数であり、回文数番目の三角数としては7番目。
- 631764 - カプレカ数（定義2）6桁では549945とこの2つだけである
- 665280 - 超過剰数
- 678570 - ベル数（B11）
- 698896 = 8362、十進表記における回文平方数。十進法において、平方根が回文数ではない回文平方数のうち4番目である。1つ前は94249 (3072) 、次は5221225 (22852) 。十進数において偶数桁の回文平方数のうち最小である。

### 700000 から 799999 までの整数
- 705432 - 中心二項係数
- 710647 - リュカ数
- 720720 - 1から16の全て割り切れる最小の数。1から30までの全ての偶数の最小公倍数でもある。超過剰数、巨大過剰数
- 742900 - 14番目のカタラン数（(2×14)!/(15!14!)）
- 746496 - 125×3 = 126÷4。十二進法で 300000 となる。

### 800000 から 899999 までの整数
- 800000 - 204×5 = 205÷4。二十進法で 50000 となる。
- 809101 - 三十進法の独自周期素数
- 810000 - 四乗数、304 = 9002。
- 823543 - 77
- 826699 - 22 + 33 + 55 + 77 で表される素数
- 828828 - 1287番目の三角数。三角数かつ回文数である15個目の数。
- 832040 - フィボナッチ数
- 837931 - 三十進法の独自周期素数
- 839808 - 67×3 = 68÷2。六進法で 30000000 となる。
- 873612 - 11 + 22 + 33 + 44 + 55 + 66 + 77
- 890625 - 自己同形数 8906252=793212890625

### 900000 から 999999 までの整数
- 925993 - 6桁では最大のキース数
- 944784 - 24×310、9×184。十八進法で 90000 となり、「一桁×冪数」では百万に最も近い。
- 960000 - 29×3×54、6×204。二十進法で 60000 となり、「一桁×冪数」では百万に最も近い。
- 984150 - 6桁では最大のナイスフリードマン数（98-4)×150=984150）
- 995328 - 212×35、4×125、128×65、4096×243。十二進法で 400000 となり、「一桁×冪数」では百万に最も近い。六進法では 33200000 （上三桁が332(6)＝128(10)）となり、百万は上三桁も 332 となる。十六進法では F3000 となる。素因数分解形が 2i × 3j の数でも、百万に最も近い。素因数分解形が 2i × 3j の数で、一つ前は 944784（24×310）、次は 1119744（29×37） 。同じく、一つ前の十万に最も近い数は98304（215×3）か104976（24×38）、次の一千万に最も近い数は10077696（29×39）となる。
- 999983 - 6桁では最大の素数
- 999999 - カプレカ数